# Dvorac Toompea
Dvorac Toompea (est.: Toompea loss; lat.: Castrum Danorum), dvorac je na brdu Toompea u središnjem dijelu Tallinna, glavnoga grada Estonije. U dvorcu, drevnome uporištu koje se koristi barem od 9. stoljeća, danas se nalazi parlament Estonije.

## Povijest
Prema legendi, cijelo je brdo Toompea stvorila Linda, koja ga je izgradila kamen po kamen, vlastitim rukama, a Toompea je grobnica drevnoga estonskog heroja, Kaleva. Kalevova udovica, Linda je toliko plakala zbog smrti svoga supruga, da su suze stvorile obližnje jezero Ülemiste. Jedan od razloga nastanka ove legende vjerojatno je taj što su doseljenici u vrijeme drevne Estonije koristili prirodno brdo kao uporište koje se lako brani. Vremenom se mjesto razvilo i u trgovinsko središte. To je vjerojatno bilo jedno od prvih naseljenih područja na mjestu koje je kasnije postalo Tallinn.
Godine 1219., dvorac su preuzeli danski križari pod vodstvom Valdemara II. Prema popularnoj danskoj legendi, zastava Danske (dan.: Dannebrog) pala je s neba tijekom kritične faze bitke (poznate kao Bitka za Lindanise). Ovaj prvi pravi dvorac nazvan je "Dvorac Danaca", na latinskome Castrum Danorum i na estonskome Taanilinnus. Iz ovog posljednjeg vjerovatno je izvedeno moderno ime grada Tallinna.
Godine 1227., dvorac je preuzelo Livonsko bratstvo mača, koje je pokrenulo obnovu. Dvorac koji su počeli graditi u velikoj je mjeri dvorac koji postoji i danas. Dvorac je ponovo pao u ruke Danaca samo deset godina kasnije, ali je prodan teutonskome redu 1346. godine, i ostat će u njihovim rukama do kraja srednjeg vijeka.
Kako je Teutonski red bio religiozni red, dvorac je na više načina podsjećao na manastir. Imao je kapelu, zbornicu kanonika i spavaonicu za vitezove. Red je zaslužan i za podizanje još uvijek vidljivih kula crkve, uključujući "Pilsticker" (u prijevodu "oštrač" strelica), "Stür den Kerl" ("štit od neprijatelja"), "Landskrone" ("kruna zemlje"), te vjerojatno najpoznatijega "Pikk Hermanna", ("Visoki Herman"). "Visoki Herman" visok je 48 m i dominira vizurom dvorca. Zastava Estonije svakoga se dana podiže na vrhu kule pri izlasku sunca, na zvuk državne himne, i spušta pri zalasku sunca.
Uslijed niza prevrata u Livonskim ratovima tijekom 16. stoljeća, križarski redovi, koji su nekada dominirali današnjim baltičkim državama, raspušteni su, a za regiju su se borile Švedska, Poljska i Rusija. Od 1561. godine, sjevernom Estonijom vladala je Švedska. Šveđani su dvorac iz križarske tvrđave pretvorili u svečano i administrativno središte političke moći u Estoniji, čemu dvorac služi i sada.
Švedska je 1710. godine izgubila teritorij sadašnje Estonije, koji je pripao Ruskome Carstvu. Ruska administracija uvelike je obnovila i Toompeu definitivno je pretvorila u svečani dvorac. Novo dominantno krilo u baroknome i neoklasičnome stilu, koje je dizajnirao Johann Schultz, dodano je istočnome dijelu građevine. U njemu su se nalazile uprava i dnevni boravak guvernera. Za vrijeme carske uprave, jugoistočno od zamka izgrađen je i javni park, a u blizini je podignuta i zgrada državne pismohrane.

## Zgrada parlamenta
Nakon donošenja Deklaracije o neovisnosti Estonije 1918. godine, na mjestu bivše zgrade manastira Teutonskoga reda podignuta je zgrada u kojoj se nalazi parlament republike. Završena je 1922., nakon dvije godine,godine, a dizajnirali su je arhitekti Eugen Habermann i Herbert Johanson. Iako je njezin eksterijer tradicionalistička, unutrašnjost je stilom ekspresionistička, čime je to jedina takova zgrada parlamenta u svijetu. Tijekom kasnijih rezdoblja sovjetske, njemačke i druge sovjetske okupacije (1940. – 1991.), Riigikogu je bio raspušten. Dvorac i zgradu Parlamenta međutim, koristio je Vrhovni sovjet Estonske SSR tijekom druge sovjetske okupacije.